# کونوپاته
کونوپاته (به لهستانی:  Konopaty) یک روستا در لهستان است که در گمینا لوبوویز واقع شده‌است.